# Segunda División Profesional de Chile 2013-14
El Campeonato Nacional de Segunda División de Fútbol Profesional 2013-14 o Torneo de Segunda División Profesional 2013-14 fue el III torneo de la Segunda División Profesional de la serie C del fútbol chileno y que lo organizó la Asociación Nacional de Fútbol Profesional de Chile (ANFP). Comenzó el 31 de agosto de 2013 y finalizó el 1 de abril de 2014.
Este fue el primer torneo que se jugó bajo el nuevo calendario impuesto por el fútbol chileno, el que adoptó el formato "europeo" (al igual que en Primera División y Primera B).
En cuanto a las escuadras que participaron por primera vez en su historia en este torneo, la única confirmada desde Tercera División fue Malleco Unido, que actuó en calidad de invitada. Antes del inicio del campeonato surgió la posibilidad de integrar a equipos como Municipal Mejillones, Deportes Ovalle y Municipal La Pintana, cuestión que no se ratificó hasta un mes antes de la primera fecha, cuando solo se confirmó la presencia de Deportes Ovalle para la temporada 2014-15.
Participaron cuatro equipos filiales Unión Española B, Colo-Colo B,  Audax Italiano B y Ñublense B. La totalidad de estos equipos participó en la temporada anterior, y al jugar en calidad de invitados no tienen derecho a ascender.

## Ascensos y descensos
| a Segunda División Profesional 2013-14 |
| -------------------------------------- |
| Malleco Unido                          |

| de Primera B 2013 |
| ----------------- |
| No hubo           |

## Equipos participantes Torneo 2013-14
|                                                | Deportes Linares              | Bandera de Chile | Luis Abarca      |                                                | Linares                  | Municipal de Linares            | 7.000       | Bandera de Chile      | Romma     | Bandera de Chile  | Multihogar        |
|                                                | Deportes Melipilla            | Bandera de Chile | Nelson Cossio    |                                                | Melipilla                | Roberto Bravo Santibáñez        | 5.500       | Bandera de Chile      | Training  | Bandera de Chile  | Ariztia           |
|                                                | Deportes Puerto Montt         | Bandera de Chile | Gerardo Silva    |                                                | Puerto Montt             | Bicentenario de Chinquihue      | 10.000      | Bandera de Chile      | Evensport | Bandera de Chile  | PF                |
|                                                | Deportes Valdivia             | Bandera de Chile | Luis Landeros    |                                                | Valdivia                 | Parque Municipal/Félix Gallardo | 2.500 4.000 | Bandera de Brasil     | Dalponte  | Bandera de Chile  | Techo             |
|                                                | Iberia                        | Bandera de Chile | Ronald Fuentes   |                                                | Los Ángeles              | Municipal de Los Ángeles        | 4.150       | Bandera de Chile      | NorWest   | Bandera de Chile  | Essbio            |
|                                                | Malleco Unido                 | Bandera de Chile | Juan José Ribera |                                                | Angol                    | Alberto Larraguibel Morales     | 4.000       | Bandera de Brasil     | Penalty   | Bandera de Chile  | Scotta Chile S.A. |
|                                                | San Antonio Unido             | Bandera de Chile | Rodrigo Meléndez |                                                | San Antonio              | Doctor Olegario Henríquez       | 2.024       | Bandera de Brasil     | Dalponte  | Bandera de Chile  | Puerto Central    |
|                                                | Trasandino de Los Andes       | Bandera de Chile | Hernán Sáez      |                                                | Los Andes                | Regional                        | 2.800       | Bandera de Italia     | Lotto     | Bandera de Chile  | Steel Ingeniería  |
|                                                | Filial de Audax Italiano      | Bandera de Chile | Jaime Rubilar    | Bandera de la Región Metropolitana de Santiago | Santiago (La Florida)    | Bicentenario de La Florida      | 12.000      | Bandera de Italia     | Diadora   | Bandera de Chile  | Traverso S.A.     |
|                                                | Filial de Colo Colo           | Bandera de Chile | Hugo Balladares  |                                                | Santiago (Macul)         | Monumental                      | 47.017      | Bandera de Inglaterra | Umbro     | Bandera de Chile  | Cristal           |
|                                                | Filial de Ñublense de Chillán | Bandera de Chile | Freddy Angulo    |                                                | Chillán                  | Bicentenario Nelson Oyarzún     | 12.000      | Bandera de Alemania   | Uhlsport  | Bandera de Chile  | PF                |
|                                                | Filial de Unión Española      | Bandera de Chile | Vladimir Bigorra |                                                | Santiago (Independencia) | Municipal de Peñalolén          | 3.500       | Bandera de España     | Joma      | Bandera de España | Universidad SEK   |
| Datos actualizados al día 10 de agosto de 2013 |                               |                  |                  |                                                |                          |                                 |             |                       |           |                   |                   |

- Todos los equipos filiales, no tendrán opción de ascender por reglamento y Malleco Unido juega como invitado, solamente por este torneo en curso.

## Equipos porregión
| Región        | Equipos                                                                  |
| ------------- | ------------------------------------------------------------------------ |
| Metropolitana | - Deportes Melipilla - Audax Italiano B - Colo-Colo B - Unión Española B |
| Valparaíso    | - San Antonio Unido - Trasandino                                         |
| Biobío        | - Iberia - Ñublense B                                                    |
| Maule         | - Deportes Linares                                                       |
| Araucanía     | - Malleco Unido                                                          |
| Los Ríos      | - Deportes Valdivia                                                      |
| Los Lagos     | - Deportes Puerto Montt                                                  |

| Trasandino San Antonio Unido Deportes Melipilla Colo-Colo B Unión Española B Audax Italiano B Deportes Linares Ñublense B Iberia Malleco Unido Deportes Valdivia Deportes Puerto Montt |

## Modalidad
El campeonato se juega en una sola fase.
- Los 12 equipos participantes juegan bajo el formato todos contra todos en dos ruedas, el equipo que finalice en la primera posición al final de temporada será declarado  campeón y ascenderá directamente a la Primera B de Chile 2014-15. Los equipos filiales e invitados, no pueden ascender ni tampoco descender.

- Descenso, el equipo que finalice último en la tabla general, descenderá automáticamente a la Tercera División 2014-15.

## Tabla de posiciones
Fecha de actualización: 30 de marzo de 2014
|  |     | Clubes                | Pts | PJ | G  | E | P  | GF | GC | Dif | Rend. |
|  | --- | --------------------- | --- | -- | -- | - | -- | -- | -- | --- | ----- |
|  | 1º  | Iberia                | 48  | 22 | 14 | 6 | 2  | 59 | 24 | +35 | 72,7% |
|  | 2º  | San Antonio Unido     | 47  | 22 | 15 | 2 | 5  | 47 | 27 | +20 | 71,2% |
|  | 3º  | Deportes Puerto Montt | 46  | 22 | 14 | 4 | 4  | 42 | 18 | +24 | 69,7% |
|  | 4º  | Deportes Melipilla    | 35  | 22 | 9  | 8 | 5  | 29 | 19 | +10 | 53,0% |
|  | 5º  | Deportes Valdivia     | 33  | 22 | 10 | 3 | 9  | 34 | 29 | +5  | 50,0% |
|  | 6º  | Trasandino            | 33  | 22 | 10 | 3 | 9  | 42 | 39 | +3  | 50,0% |
|  | 7º  | Deportes Linares      | 33  | 22 | 10 | 3 | 9  | 35 | 34 | +1  | 50,0% |
|  | 8º  | Audax Italiano B      | 29  | 22 | 8  | 5 | 9  | 39 | 32 | +7  | 43,9% |
|  | 9º  | Malleco Unido         | 28  | 22 | 8  | 4 | 10 | 27 | 32 | -5  | 42,4% |
|  | 10º | Unión Española B      | 20  | 22 | 6  | 2 | 14 | 36 | 54 | -18 | 30,3% |
|  | 11º | Colo-Colo B           | 14  | 22 | 4  | 2 | 16 | 28 | 63 | -35 | 21,2% |
|  | 12º | Ñublense B            | 8   | 22 | 2  | 2 | 18 | 18 | 65 | -47 | 12,1% |

|  |                                 |
|  | Campeón y Ascendió a Primera B. |
|  | Descenso suspendido             |
|  | Clubes Filiales.                |
|  | Club Invitado.                  |

## Evolución de la clasificación
| Equipo / Fecha        | 01 | 02 | 03 | 04 | 05 | 06 | 07 | 08 | 09 | 10 | 11 | 12 | 13 | 14 | 15 | 16 | 17 | 18 | 19 | 20 | 21 | 22 |
| --------------------- | -- | -- | -- | -- | -- | -- | -- | -- | -- | -- | -- | -- | -- | -- | -- | -- | -- | -- | -- | -- | -- | -- |
| Iberia                | 1  | 1  | 1  | 2  | 1  | 1  | 1  | 1  | 1  | 1  | 1  | 3  | 2  | 2  | 2  | 2  | 2  | 2  | 2  | 2  | 1  | 1  |
| San Antonio Unido     | 2  | 5  | 3  | 4  | 3  | 4  | 3  | 3  | 4  | 4  | 4  | 4  | 4  | 4  | 3  | 3  | 3  | 3  | 3  | 3  | 3  | 2  |
| Deportes Puerto Montt | 4  | 2  | 2  | 1  | 2  | 2  | 2  | 2  | 2  | 3  | 2  | 1  | 1  | 1  | 1  | 1  | 1  | 1  | 1  | 1  | 2  | 3  |
| Deportes Melipilla    | 8  | 8  | 7  | 5  | 4  | 3  | 4  | 4  | 3  | 2  | 3  | 2  | 3  | 3  | 4  | 4  | 4  | 4  | 4  | 4  | 4  | 4  |
| Deportes Valdivia     | 6  | 10 | 11 | 10 | 11 | 10 | 9  | 9  | 7  | 7  | 6  | 6  | 6  | 8  | 9  | 8  | 7  | 5  | 5  | 5  | 6  | 5  |
| Trasandino            | 11 | 12 | 8  | 6  | 7  | 7  | 5  | 7  | 6  | 6  | 7  | 8  | 9  | 7  | 6  | 5  | 5  | 6  | 6  | 7  | 7  | 6  |
| Deportes Linares      | 3  | 7  | 10 | 8  | 6  | 6  | 8  | 6  | 8  | 8  | 8  | 7  | 7  | 9  | 7  | 7  | 8  | 7  | 7  | 6  | 5  | 7  |
| Audax Italiano B      | 5  | 3  | 4  | 3  | 5  | 5  | 7  | 5  | 5  | 5  | 5  | 5  | 5  | 5  | 5  | 6  | 6  | 8  | 8  | 8  | 9  | 8  |
| Malleco Unido         | 9  | 9  | 5  | 7  | 8  | 8  | 6  | 8  | 9  | 9  | 9  | 9  | 8  | 6  | 8  | 9  | 9  | 9  | 9  | 9  | 8  | 9  |
| Unión Española B      | 12 | 6  | 9  | 11 | 12 | 9  | 10 | 10 | 10 | 11 | 11 | 11 | 11 | 11 | 11 | 11 | 11 | 10 | 10 | 10 | 10 | 10 |
| Colo-Colo B           | 7  | 4  | 6  | 9  | 9  | 11 | 11 | 11 | 11 | 10 | 10 | 10 | 10 | 10 | 10 | 10 | 10 | 11 | 11 | 11 | 11 | 11 |
| Ñublense B            | 10 | 11 | 12 | 12 | 10 | 12 | 12 | 12 | 12 | 12 | 12 | 12 | 12 | 12 | 12 | 12 | 12 | 12 | 12 | 12 | 12 | 12 |

Nota: No siempre los partidos de cada jornada se juegan en la fecha programada por diversos motivos. Sin embargo, la evolución de la clasificación de cada equipo se hace bajo el supuesto de que no hay aplazamiento.

### Primera rueda
|  | San Antonio Unido     | 3 - 1                                                                                                   | Unión Española B   |  | Doctor Olegario Henríquez   | Cristián Pavez     | 31 de agosto    | 15:30 |
|  | Deportes Puerto Montt | 1 - 0                                                                                                   | Ñublense B         |  | Regional de Chinquihue      | David Figueroa     | 31 de agosto    | 18:00 |
|  | Malleco Unido         | 0 - 1                                                                                                   | Deportes Linares   |  | Alberto Larraguibel Morales | Héctor Jona        | 1 de septiembre | 15:30 |
|  | Trasandino            | 3 - 5                                                                                                   | Iberia             |  | Regional de Los Andes       | José Cabero        | 1 de septiembre | 15:30 |
|  | Audax Italiano B      | 2 - 2                                                                                                   | Deportes Valdivia  |  | Municipal de La Florida     | Francisco Gilabert | 1 de septiembre | 17:00 |
|  | Colo-Colo B           | 1 - 1 (enlace roto disponible en Internet Archive; véase el historial, la primera versión y la última). | Deportes Melipilla |  | Monumental                  | Felipe González    | 3 de septiembre | 17:00 |

|  | Deportes Linares   | 1 - 3 (enlace roto disponible en Internet Archive; véase el historial, la primera versión y la última). | Audax Italiano "B"    |  | Fiscal de Linares           | Cristián Pavez  | 14 de septiembre | 17:00 |
|  | Deportes Valdivia  | 0 - 2                                                                                                   | Deportes Puerto Montt |  | Parque Municipal            | Marcelo Ponce   | 14 de septiembre | 18:00 |
|  | Deportes Melipilla | 0 - 0 (enlace roto disponible en Internet Archive; véase el historial, la primera versión y la última). | Malleco Unido         |  | Roberto Bravo Santibáñez    | Héctor Jona     | 14 de septiembre | 20:00 |
|  | Ñublense B         | 0 - 1 (enlace roto disponible en Internet Archive; véase el historial, la primera versión y la última). | Colo-Colo B           |  | Bicentenario Nelson Oyarzún | Rodolfo Salas   | 15 de septiembre | 15:30 |
|  | Iberia             | 3 - 2 (enlace roto disponible en Internet Archive; véase el historial, la primera versión y la última). | San Antonio Unido     |  | Municipal de Los Ángeles    | David Figueroa  | 15 de septiembre | 18:30 |
|  | Unión Española B   | 2 - 1                                                                                                   | Trasandino            |  | Municipal de Peñalolén      | Felipe González | 16 de septiembre | 13:00 |

|  | Ñublense B            | 1 - 4 (enlace roto disponible en Internet Archive; véase el historial, la primera versión y la última). | Malleco Unido      |  | Bicentenario Nelson Oyarzún | Héctor Jona        | 28 de septiembre | 16:00 |
|  | San Antonio Unido     | 3 - 0 (enlace roto disponible en Internet Archive; véase el historial, la primera versión y la última). | Deportes Valdivia  |  | Doctor Olegario Henríquez   | Cristián Pavez     | 28 de septiembre | 16:30 |
|  | Deportes Puerto Montt | 3 - 2 (enlace roto disponible en Internet Archive; véase el historial, la primera versión y la última). | Unión Española B   |  | Regional de Chinquihue      | Rodolfo Salas      | 28 de septiembre | 18:00 |
|  | Iberia                | 4 - 2 (enlace roto disponible en Internet Archive; véase el historial, la primera versión y la última). | Colo-Colo B        |  | Municipal de Los Ángeles    | Marcelo Sáez       | 29 de septiembre | 12:00 |
|  | Trasandino            | 3 – 2                                                                                                   | Deportes Linares   |  | Regional de Los Andes       | Francisco Gilabert | 29 de septiembre | 16:30 |
|  | Audax Italiano B      | 1 - 1                                                                                                   | Deportes Melipilla |  | Municipal de La Florida     | Marcelo Ponce      | 1 de octubre     | 17:00 |

|  | Deportes Linares   | 0 - 0                                                                                                   | Ñublense B            |  | Fiscal de Linares           | Felipe González    | 5 de octubre  | 17:00 |
|  | Deportes Valdivia  | 2 - 1                                                                                                   | Iberia                |  | Parque Municipal            | Héctor Jona        | 5 de octubre  | 18:00 |
|  | Malleco Unido      | 0 - 2 (enlace roto disponible en Internet Archive; véase el historial, la primera versión y la última). | Deportes Puerto Montt |  | Alberto Larraguibel Morales | David Figueroa     | 6 de octubre  | 15:30 |
|  | Deportes Melipilla | 3 - 2 (enlace roto disponible en Internet Archive; véase el historial, la primera versión y la última). | San Antonio Unido     |  | Roberto Bravo Santibáñez    | José Cabero        | 6 de octubre  | 16:00 |
|  | Unión Española B   | 1 - 3 (enlace roto disponible en Internet Archive; véase el historial, la primera versión y la última). | Audax Italiano B      |  | Municipal de Peñalolén      | Francisco Gilabert | 8 de octubre  | 13:00 |
|  | Colo-Colo B        | 2 - 4 (enlace roto disponible en Internet Archive; véase el historial, la primera versión y la última). | Trasandino            |  | Monumental                  | Rodolfo Salas      | 10 de octubre | 15:30 |

|  | San Antonio Unido     | 2 - 0 (enlace roto disponible en Internet Archive; véase el historial, la primera versión y la última). | Audax Italiano B   |  | Doctor Olegario Henríquez   | Rodolfo Salas  | 19 de octubre | 16:30 |
|  | Deportes Puerto Montt | 1 - 2 (enlace roto disponible en Internet Archive; véase el historial, la primera versión y la última). | Deportes Linares   |  | Regional de Chinquihue      | José Cabero    | 19 de octubre | 18:00 |
|  | Iberia                | 5 - 1 (enlace roto disponible en Internet Archive; véase el historial, la primera versión y la última). | Unión Española B   |  | Municipal de Los Ángeles    | Cristián Pavez | 20 de octubre | 16:00 |
|  | Ñublense B            | 1 - 0 (enlace roto disponible en Internet Archive; véase el historial, la primera versión y la última). | Deportes Valdivia  |  | Bicentenario Nelson Oyarzún | Marcelo Sáez   | 20 de octubre | 16:00 |
|  | Trasandino            | 1 - 3 (enlace roto disponible en Internet Archive; véase el historial, la primera versión y la última). | Deportes Melipilla |  | Regional de Los Andes       | Marcelo Ponce  | 20 de octubre | 17:30 |
|  | Colo-Colo B           | 0 - 0 (enlace roto disponible en Internet Archive; véase el historial, la primera versión y la última). | Malleco Unido      |  | Monumental                  | Héctor Jona    | 22 de octubre | 16:00 |

|  | Deportes Valdivia | 3 - 3 (enlace roto disponible en Internet Archive; véase el historial, la primera versión y la última). | Trasandino            |  | Parque Municipal            | Felipe González    | 26 de octubre | 17:30 |
|  | Deportes Linares  | 1 - 1 (enlace roto disponible en Internet Archive; véase el historial, la primera versión y la última). | Iberia                |  | Fiscal de Linares           | Rodolfo Salas      | 27 de octubre | 16:00 |
|  | Malleco Unido     | 2 - 2 (enlace roto disponible en Internet Archive; véase el historial, la primera versión y la última). | San Antonio Unido     |  | Alberto Larraguibel Morales | José Cabero        | 27 de octubre | 16:00 |
|  | Ñublense B        | 1 - 2 (enlace roto disponible en Internet Archive; véase el historial, la primera versión y la última). | Deportes Melipilla    |  | Municipal de Pinto          | Francisco Gilabert | 28 de octubre | 16:00 |
|  | Unión Española B  | 6 - 2 (enlace roto disponible en Internet Archive; véase el historial, la primera versión y la última). | Colo-Colo B           |  | Santa Laura                 | David Figueroa     | 29 de octubre | 13:00 |
|  | Audax Italiano B  | 0 - 0 (enlace roto disponible en Internet Archive; véase el historial, la primera versión y la última). | Deportes Puerto Montt |  | Municipal de La Florida     | Cristián Pavez     | 29 de octubre | 17:00 |

|  | San Antonio Unido  | 2 - 1 (enlace roto disponible en Internet Archive; véase el historial, la primera versión y la última). | Deportes Linares      |  | Doctor Olegario Henríquez | Marcelo Ponce      | 2 de noviembre  | 16:30 |
|  | Deportes Melipilla | 1 - 1 (enlace roto disponible en Internet Archive; véase el historial, la primera versión y la última). | Deportes Puerto Montt |  | Roberto Bravo Santibáñez  | Felipe González    | 3 de noviembre  | 12:00 |
|  | Trasandino         | 5 - 1 (enlace roto disponible en Internet Archive; véase el historial, la primera versión y la última). | Ñublense B            |  | Regional de Los Andes     | Cristián Pavez     | 3 de noviembre  | 17:30 |
|  | Unión Española B   | 1 - 2 (enlace roto disponible en Internet Archive; véase el historial, la primera versión y la última). | Malleco Unido         |  | Santa Laura               | Francisco Gilabert | 5 de noviembre  | 16:30 |
|  | Colo-Colo B        | 0 - 1 (enlace roto disponible en Internet Archive; véase el historial, la primera versión y la última). | Deportes Valdivia     |  | Monumental                | José Cabero        | 5 de noviembre  | 16:00 |
|  | Iberia             | 3 - 1 (enlace roto disponible en Internet Archive; véase el historial, la primera versión y la última). | Audax Italiano B      |  | Municipal de Los Ángeles  | Marcelo Sáez       | 16 de noviembre | 16:00 |

|  | Deportes Puerto Montt | 4 - 0 (enlace roto disponible en Internet Archive; véase el historial, la primera versión y la última). | Trasandino         |  | Regional de Chinquihue   | Francisco Gilabert | 9 de noviembre  | 18:00 |
|  | Iberia                | 2 - 0 (enlace roto disponible en Internet Archive; véase el historial, la primera versión y la última). | Malleco Unido      |  | Municipal de Los Ángeles | Felipe González    | 10 de noviembre | 15:30 |
|  | Deportes Linares      | 4 - 3 (enlace roto disponible en Internet Archive; véase el historial, la primera versión y la última). | Unión Española B   |  | Fiscal de Linares        | Cristián Pavez     | 10 de noviembre | 15:30 |
|  | Colo-Colo B           | 1 - 5 (enlace roto disponible en Internet Archive; véase el historial, la primera versión y la última). | San Antonio Unido  |  | Monumental               | Rodolfo Salas      | 12 de noviembre | 15:30 |
|  | Audax Italiano B      | 3 - 1 (enlace roto disponible en Internet Archive; véase el historial, la primera versión y la última). | Ñublense B         |  | Municipal de La Florida  | José Cabero        | 12 de noviembre | 17:00 |
|  | Deportes Valdivia     | 0 - 1 (enlace roto disponible en Internet Archive; véase el historial, la primera versión y la última). | Deportes Melipilla |  | Río Bueno                | Rodolfo Salas      | 16 de noviembre | 16:00 |

|  | Deportes Puerto Montt | 2 - 1 (enlace roto disponible en Internet Archive; véase el historial, la primera versión y la última). | Colo-Colo B       |  | Regional de Chinquihue      | Cristián Pavez     | 23 de noviembre | 18:00 |
|  | Malleco Unido         | 0 - 0 (enlace roto disponible en Internet Archive; véase el historial, la primera versión y la última). | Audax Italiano B  |  | Alberto Larraguibel Morales | David Figueroa     | 24 de noviembre | 15:30 |
|  | Trasandino            | 2 - 0 (enlace roto disponible en Internet Archive; véase el historial, la primera versión y la última). | San Antonio Unido |  | Regional de Los Andes       | José Cabero        | 24 de noviembre | 15:30 |
|  | Deportes Melipilla    | 3 - 1 (enlace roto disponible en Internet Archive; véase el historial, la primera versión y la última). | Deportes Linares  |  | Roberto Bravo Santibáñez    | Marcelo Sáez       | 24 de noviembre | 17:00 |
|  | Ñublense B            | 1 - 3 (enlace roto disponible en Internet Archive; véase el historial, la primera versión y la última). | Iberia            |  | Chillán Viejo               | Francisco Gilabert | 25 de noviembre | 17:00 |
|  | Unión Española B      | 0 - 3 (enlace roto disponible en Internet Archive; véase el historial, la primera versión y la última). | Deportes Valdivia |  | Santa Laura                 | Héctor Jona        | 26 de noviembre | 18:00 |

|  | San Antonio Unido | 3 - 0 | Ñublense B            |  | Doctor Olegario Henríquez | Rodolfo Salas      | 30 de noviembre | 16:30 |
|  | Deportes Valdivia | 3 - 1 | Malleco Unido         |  | Parque Municipal          | Francisco Gilabert | 1 de diciembre  | 18:00 |
|  | Iberia            | 1 - 1 | Deportes Puerto Montt |  | Municipal de Los Ángeles  | José Cabero        | 1 de diciembre  | 18:30 |
|  | Unión Española B  | 0 - 2 | Deportes Melipilla    |  | Municipal de Peñalolén    | Marcelo Ponce      | 2 de diciembre  | 17:30 |
|  | Colo-Colo B       | 4 - 2 | Deportes Linares      |  | Monumental                | Héctor Jona        | 3 de diciembre  | 17:00 |
|  | Audax Italiano B  | 2 - 2 | Trasandino            |  | Municipal de La Florida   | Felipe González    | 3 de diciembre  | 17:00 |

|  | Deportes Puerto Montt | 1 - 0 | San Antonio Unido |  | Regional de Chinquihue      | David Figueroa     | 7 de diciembre  | 21:00 |
|  | Deportes Linares      | 1 - 0 | Deportes Valdivia |  | Fiscal de Linares           | Marcelo Ponce      | 8 de diciembre  | 16:00 |
|  | Malleco Unido         | 2 - 0 | Trasandino        |  | Alberto Larraguibel Morales | Marcelo Sáez       | 8 de diciembre  | 16:00 |
|  | Deportes Melipilla    | 1 - 1 | Iberia            |  | Roberto Bravo Santibáñez    | Marcelo Ponce      | 8 de diciembre  | 17:00 |
|  | Ñublense B            | 2 - 2 | Unión Española B  |  | Bicentenario Nelson Oyarzún | Felipe González    | 9 de diciembre  | 17:00 |
|  | Audax Italiano B      | 6 - 0 | Colo-Colo B       |  | Municipal de La Florida     | Francisco Gilabert | 10 de diciembre | 18:30 |

### Segunda rueda
|  | Iberia             | 1 - 1 | Trasandino            |  | Municipal de Los Ángeles | Rodolfo Salas      | 18 de enero | 19:30 |
|  | Deportes Melipilla | 3 - 0 | Colo-Colo B           |  | Roberto Bravo Santibáñez | Felipe González    | 19 de enero | 17:00 |
|  | Deportes Linares   | 2 - 1 | Malleco Unido         |  | Fiscal de Linares        | Francisco Gilabert | 19 de enero | 18:00 |
|  | Deportes Valdivia  | 1 - 0 | Audax Italiano B      |  | Parque Municipal         | Marcelo Sáez       | 19 de enero | 20:00 |
|  | Ñublense B         | 0 - 3 | Deportes Puerto Montt |  | Municipal de Pinto       | José Cabero        | 20 de enero | 18:00 |
|  | Unión Española B   | 0 - 2 | San Antonio Unido     |  | Municipal de Peñalolén   | Héctor Jona        | 20 de enero | 18:30 |

|  | Trasandino            | 0 - 2 | Unión Española B   |  | Regional de Los Andes       | Felipe González    | 25 de enero | 16:30 |
|  | San Antonio Unido     | 2 - 2 | Iberia             |  | Dr. Olegario Henríquez      | José Cabero        | 25 de enero | 17:30 |
|  | Deportes Puerto Montt | 2 - 1 | Deportes Valdivia  |  | Regional de Chinquihue      | Cristián Pavez     | 25 de enero | 20:00 |
|  | Colo-Colo B           | 5 - 1 | Ñublense B         |  | Monumental                  | Francisco Gilabert | 26 de enero | 17:00 |
|  | Malleco Unido         | 1 - 0 | Deportes Melipilla |  | Alberto Larraguibel Morales | David Figueroa     | 26 de enero | 18:00 |
|  | Audax Italiano B      | 2 - 1 | Deportes Linares   |  | Municipal de La Florida     | Héctor Jona        | 28 de enero | 18:30 |

|  | Deportes Valdivia  | 1 - 2 | San Antonio Unido     |  | Parque Municipal            | David Figueroa     | 1 de febrero | 20:00 |
|  | Deportes Melipilla | 2 - 0 | Audax Italiano B      |  | Roberto Bravo Santibáñez    | Nicolás Gamboa     | 2 de febrero | 17:00 |
|  | Deportes Linares   | 1 - 2 | Trasandino            |  | Fiscal de Linares           | Francisco Gilabert | 2 de febrero | 17:00 |
|  | Malleco Unido      | 2 - 1 | Ñublense B            |  | Alberto Larraguibel Morales | Marcelo Sáez       | 2 de febrero | 18:00 |
|  | Unión Española B   | 0 - 5 | Deportes Puerto Montt |  | Municipal de Peñalolén      | Héctor Jona        | 3 de febrero | 18:45 |
|  | Colo-Colo B        | 0 - 8 | Iberia                |  | Monumental                  | Cristián Pavez     | 4 de febrero | 17:00 |

|  | San Antonio Unido     | 1 - 0 | Deportes Melipilla |  | Dr. Olegario Henríquez      | Felipe González | 8 de febrero  | 17:30 |
|  | Deportes Puerto Montt | 1 - 0 | Malleco Unido      |  | Regional de Chinquihue      | José Cabrero    | 8 de febrero  | 20:00 |
|  | Trasandino            | 2 - 0 | Colo-Colo B        |  | Regional de Los Andes       | Nicolás Gamboa  | 9 de febrero  | 18:00 |
|  | Iberia                | 3 - 2 | Deportes Valdivia  |  | Municipal de Los Ángeles    | Héctor Jona     | 9 de febrero  | 18:30 |
|  | Ñublense B            | 2 - 3 | Deportes Linares   |  | Bicentenario Nelson Oyarzún | David Figueroa  | 10 de febrero | 15:45 |
|  | Audax Italiano B      | 4 - 1 | Unión Española B   |  | Municipal de La Florida     | Cristián Pavez  | 11 de febrero | 18:30 |

|  | Deportes Valdivia  | 3 - 0 | Ñublense B            |  | Parque Municipal            | Cristián Pavez     | 15 de febrero | 19:00 |
|  | Deportes Melipilla | 0 - 3 | Trasandino            |  | Roberto Bravo Santibáñez    | José Cabero        | 16 de febrero | 17:00 |
|  | Deportes Linares   | 2 - 2 | Deportes Puerto Montt |  | Fiscal de Linares           | Felipe González    | 16 de febrero | 17:00 |
|  | Malleco Unido      | 2 - 4 | Colo-Colo B           |  | Alberto Larraguibel Morales | Nicolás Gamboa     | 16 de febrero | 18:00 |
|  | Audax Italiano B   | 0 - 1 | San Antonio Unido     |  | Municipal de La Florida     | Héctor Jona        | 18 de febrero | 18:30 |
|  | Unión Española B   | 0 - 3 | Iberia                |  | Municipal de Peñalolén      | Francisco Gilabert | 18 de febrero | 18:45 |

|  | San Antonio Unido     | 3 - 2 | Malleco Unido     |  | Dr. Olegario Henríquez   | Marcelo Ponce      | 22 de febrero | 17:30 |
|  | Deportes Puerto Montt | 5 - 1 | Audax Italiano B  |  | Regional de Chinquihue   | Marcelo Sáez       | 22 de febrero | 20:00 |
|  | Deportes Melipilla    | 3 - 0 | Ñublense B        |  | Roberto Bravo Santibáñez | Francisco Gilabert | 23 de febrero | 17:00 |
|  | Trasandino            | 1 - 3 | Deportes Valdivia |  | Regional de Los Andes    | Cristián Pavez     | 23 de febrero | 18:00 |
|  | Iberia                | 3 - 2 | Deportes Linares  |  | Municipal de Los Ángeles | Nicolás Gamboa     | 23 de febrero | 18:30 |
|  | Colo-Colo B           | 0 - 3 | Unión Española B  |  | Monumental               | José Cabero        | 25 de febrero | 17:00 |

|  | Deportes Valdivia     | 2 - 1 | Colo-Colo B        |  | Parque Municipal            | David Figueroa     | 1 de marzo | 16:00 |
|  | Deportes Puerto Montt | 1 - 0 | Deportes Melipilla |  | Regional de Chinquihue      | Héctor Jona        | 1 de marzo | 20:00 |
|  | Deportes Linares      | 2 - 0 | San Antonio Unido  |  | Fiscal de Linares           | Marcelo Ponce      | 2 de marzo | 17:00 |
|  | Malleco Unido         | 0 - 2 | Unión Española B   |  | Alberto Larraguibel Morales | Cristián Pavez     | 2 de marzo | 18:00 |
|  | Ñublense B            | 2 - 1 | Trasandino         |  | Municipal de Pinto          | Felipe González    | 3 de marzo | 17:00 |
|  | Audax Italiano B      | 0 - 1 | Iberia             |  | Municipal de La Florida     | Francisco Gilabert | 4 de marzo | 18:30 |

|  | San Antonio Unido  | 2 - 1 | Colo-Colo B           |  | Dr. Olegario Henríquez      | José Cabrero       | 8 de marzo  | 17:30 |
|  | Deportes Melipilla | 1 - 1 | Deportes Valdivia     |  | Roberto Bravo Santibáñez    | Nicolás Gamboa     | 9 de marzo  | 17:00 |
|  | Trasandino         | 2 - 1 | Deportes Puerto Montt |  | Regional de Los Andes       | Marcelo Sáez       | 9 de marzo  | 17:00 |
|  | Malleco Unido      | 2 - 1 | Iberia                |  | Alberto Larraguibel Morales | Francisco Gilabert | 9 de marzo  | 18:00 |
|  | Ñublense B         | 0 - 5 | Audax Italiano B      |  | Municipal de Pinto          | David Figueroa     | 10 de marzo | 17:00 |
|  | Unión Española B   | 1 - 2 | Deportes Linares      |  | Municipal de Peñalolén      | Felipe González    | 11 de marzo | 18:45 |

|  | San Antonio Unido | 3 - 1 | Trasandino            |  | Dr. Olegario Henríquez   | Nicolás Gamboa  | 15 de marzo | 17:30 |
|  | Deportes Linares  | 1 - 0 | Deportes Melipilla    |  | Fiscal de Linares        | José Cabrero    | 16 de marzo | 17:00 |
|  | Iberia            | 7 - 0 | Ñublense B            |  | Municipal de Los Ángeles | Marcelo Ponce   | 16 de marzo | 18:30 |
|  | Deportes Valdivia | 5 - 2 | Unión Española B      |  | Parque Municipal         | Rodolfo Salas   | 16 de marzo | 19:00 |
|  | Colo-Colo B       | 2 - 3 | Deportes Puerto Montt |  | Monumental               | Felipe González | 18 de marzo | 17:00 |
|  | Audax Italiano B  | 3 - 4 | Malleco Unido         |  | Municipal de La Florida  | Héctor Jona     | 18 de marzo | 18:30 |

|  | Deportes Puerto Montt | 0 - 1 | Iberia            |  | Regional de Chinquihue      | Rafael Troncoso    | 22 de marzo | 20:00 |
|  | Deportes Linares      | 3 - 0 | Colo-Colo B       |  | Fiscal de Linares           | Cristián Pavez     | 23 de marzo | 17:00 |
|  | Deportes Melipilla    | 2 - 2 | Unión Española B  |  | Roberto Bravo Santibáñez    | Francisco Gilabert | 23 de marzo | 17:00 |
|  | Malleco Unido         | 2 - 0 | Deportes Valdivia |  | Alberto Larraguibel Morales | David Figueroa     | 23 de marzo | 17:00 |
|  | Trasandino            | 2 - 0 | Audax Italiano B  |  | Regional de Los Andes       | Felipe González    | 23 de marzo | 17:00 |
|  | Ñublense B            | 3 - 5 | San Antonio Unido |  | Municipal de Pinto          | Marcelo Sáez       | 24 de marzo | 16:00 |

|  | Iberia            | 0 - 0 | Deportes Melipilla    |  | Municipal de Los Ángeles | Manuel Acosta   | 30 de marzo | 17:00 |
|  | San Antonio Unido | 2 - 1 | Deportes Puerto Montt |  | Dr. Olegario Henríquez   | Cristián Andaur | 30 de marzo | 17:00 |
|  | Trasandino        | 3 - 0 | Malleco Unido         |  | Regional de Los Andes    | Carlos Rumiano  | 30 de marzo | 17:00 |
|  | Deportes Valdivia | 1 - 0 | Deportes Linares      |  | Parque Municipal         | Héctor Jona     | 30 de marzo | 17:00 |
|  | Colo-Colo B       | 1 - 3 | Audax Italiano B      |  | Monumental               | Rodolfo Salas   | 1 de abril  | 17:00 |
|  | Unión Española B  | 4 - 1 | Ñublense B            |  | Municipal de Peñalolén   | José Cabero     | 1 de abril  | 18:45 |

### Campeón
|                            |
| Campeón Iberia 3.er título |

## Asistencia en los estadios

### 20 partidos con mejor asistencia
| Fecha | Estadio                     | Ciudad       | Local                 | Visita                | Público |
| ----- | --------------------------- | ------------ | --------------------- | --------------------- | ------- |
| 21    | Chinquihue                  | Puerto Montt | Deportes Puerto Montt | Iberia                | 9.613   |
| 22    | Municipal                   | Los Ángeles  | Iberia                | Deportes Melipilla    | 4.700   |
| 18    | Chinquihue                  | Puerto Montt | Deportes Puerto Montt | Deportes Melipilla    | 4.120   |
| 15    | Chinquihue                  | Puerto Montt | Deportes Puerto Montt | Malleco Unido         | 4.000   |
| 9     | Chinquihue                  | Puerto Montt | Deportes Puerto Montt | Colo-Colo B           | 3.900   |
| 17    | Chinquihue                  | Puerto Montt | Deportes Puerto Montt | Audax Italiano B      | 3.623   |
| 19    | Alberto Larraguibel Morales | Angol        | Malleco Unido         | Iberia                | 2.300   |
| 3     | Chinquihue                  | Puerto Montt | Deportes Puerto Montt | Unión Española        | 2.253   |
| 8     | Chinquihue                  | Puerto Montt | Deportes Puerto Montt | Trasandino            | 2.200   |
| 13    | Chinquihue                  | Puerto Montt | Deportes Puerto Montt | Deportes Valdivia     | 2.200   |
| 10    | Municipal                   | Los Ángeles  | Iberia                | Deportes Puerto Montt | 1.897   |
| 3     | Municipal                   | Los Ángeles  | Iberia                | Colo-Colo B           | 1.833   |
| 5     | Chinquihue                  | Puerto Montt | Deportes Puerto Montt | Deportes Linares      | 1.800   |
| 8     | Municipal                   | Los Ángeles  | Iberia                | Malleco Unido         | 1.700   |
| 2     | Municipal                   | Los Ángeles  | Iberia                | San Antonio Unido     | 1.579   |
| 11    | Chinquihue                  | Puerto Montt | Deportes Puerto Montt | San Antonio Unido     | 1.300   |
| 4     | Alberto Larraguibel Morales | Angol        | Malleco Unido         | Deportes Puerto Montt | 1.300   |
| 1     | Chinquihue                  | Puerto Montt | Deportes Puerto Montt | Ñublense B            | 1.300   |
| 11    | Roberto Bravo Santibáñez    | Melipilla    | Deportes Melipilla    | Iberia                | 1.297   |
| 18    | Parque Municipal            | Valdivia     | Deportes Valdivia     | Colo-Colo B           | 1.286   |

## Goleadores
Actualizado el 29 de noviembre de 2013.
| Jugador          | Equipo             | Goles anotados |
| ---------------- | ------------------ | -------------- |
| Miguel Orellana  | Iberia             | 22             |
| Johanns Dulcien  | San Antonio Unido  | 18             |
| Ramses Bustos    | Unión Española B   | 12             |
| Javier Parraguez | Deportes Linares   | 10             |
| Marco Moscoso    | Deportes Melipilla | 10             |